# عمر بوحمد
عمر حمد خالد بوحمد، لاعب كرة قدم كويتي، من مواليد 2 فبراير 1989. وهو ابن اللاعب السابق حمد بوحمد.
يلعب في نادي القادسية الكويتي